# Medias

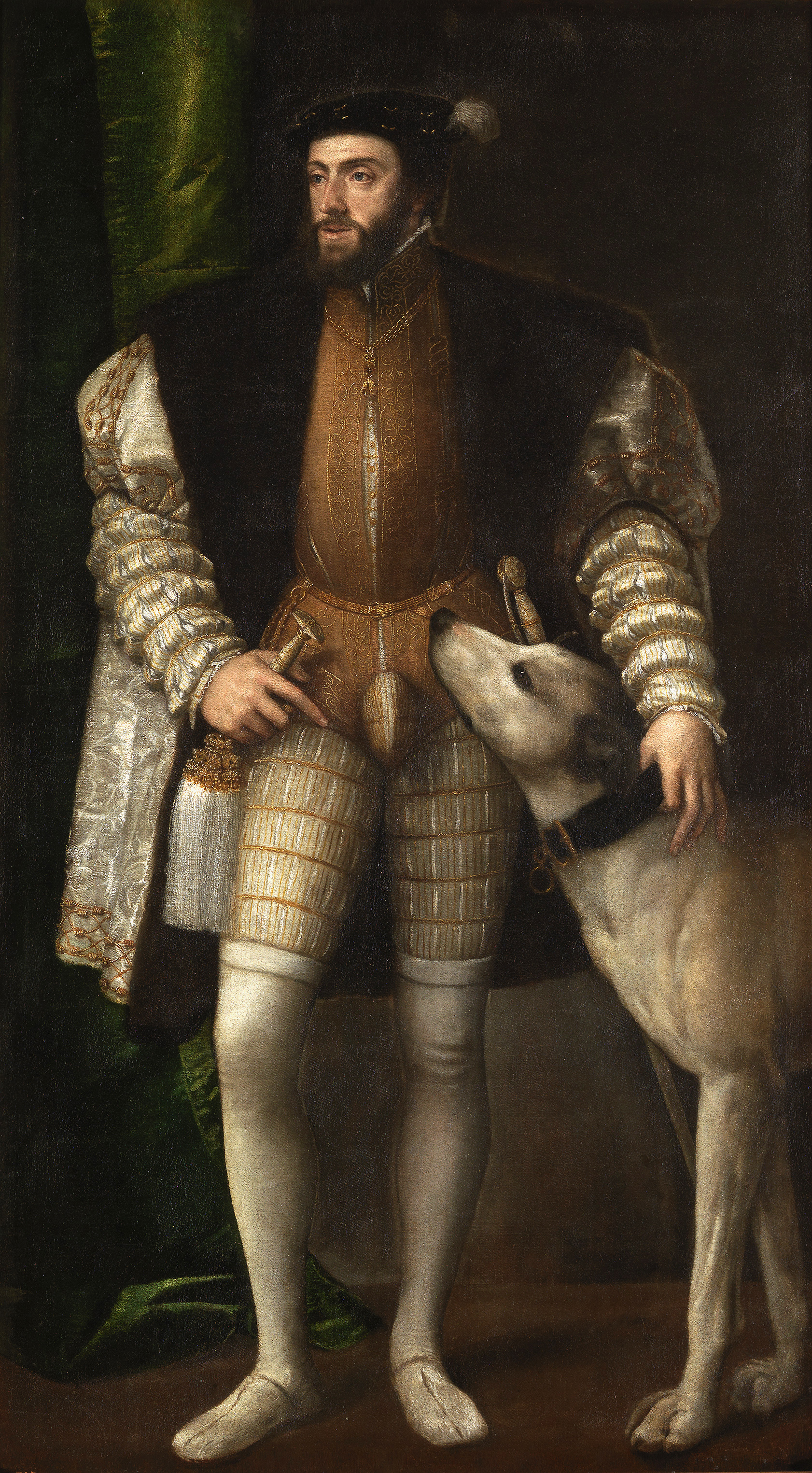
Carlos I de España luce calzas en este retrato creado por Tiziano, 1532-1533.

Se llama medias a las prendas que cubren las piernas, desde los pies hasta media pantorrilla o hasta medio muslo. Suelen ser de tejido sintético (elastano, nailon) o bien de algodón, y su función es proteger del frío o simplemente estética, y tienen distintos colores llamativos. Para sujetarse, algunas llevan una banda elástica llamada liga. Muchas veces esta liga está adornada con encaje.
Han sido relegadas por los pantys (también, las pantys, las panties),[cita requerida] debido a que son más cómodos y fáciles de poner y protegen más del frío. Además, no requieren de liguero como la medias, aunque hay medias que tampoco requieren liguero y se sujetan solas.[cita requerida]
Los pantis o pantimedias suelen ser considerados menos estéticos que las medias. Aun así, son mucho más usados, llegando a referirse a ellos también como medias. [cita requerida]
En algunos países hispanoamericanos (especialmente en Venezuela y Argentina) el nombre de medias hace alusión a los calcetines, en tanto que a esta prenda se les llama medias panty (incluso a las individuales).[cita requerida]

## Historia
Su nombre completo es medias calzas pues las antiguas calzas cubrían desde la cintura hasta los pies, y las medias solamente la mitad que las calzas.
La misma raíz calc- está presente en calceus, nombre latino de la prenda de vestir que se ajustaba al pie y que, dado que los romanos no usaban calcetines, era el zapato; este es el origen de palabras tan frecuentes como calzado, calzar, calzador y descalzar. Cuando los romanos adoptaron de los pueblos germánicos el uso de las medias, las denominaron con un derivado de calceus: calcea (calzas). Durante la Edad Media, las calzas se fueron llevando cada vez más largas, hasta cubrir desde los pies hasta la cintura. Hasta el siglo XV solo los hombres usaban calzas; las mujeres al llevar vestidos, utilizaban el zapato con la pierna y los pies descubiertos. 
Cuando, en el siglo XVI, esta prenda se dividió en dos partes, la superior, que cubría el abdomen y parte de los muslos, fue introducida en la vestimenta femenina; recibió en castellano el nombre de calzas o calzones (hoy, menguado su tamaño, los llamamos calzoncillos); la parte inferior se llamó calcetas o medias calzas. Las calcetas han ido reduciendo su tamaño hasta los actuales calcetines, que apenas llegan a la pantorrilla; las medias calzas, en cambio, abreviado ya su nombre a medias y restringido su uso al sexo femenino, siguen cubriendo por encima de la rodilla.
Antiguamente las medias finas se tejían con seda pero al descubrirse el nailon se extendió el uso de medias de este material, que tampoco duró mucho, ya que en la Segunda Guerra Mundial, la producción de nailon se destinó a hacer paracaídas.
Al restituirse la fabricación de medias las mujeres se abalanzaron para conseguirlas, cuatro millones de medias se vendieron en pocos días.
En los 50 Wolford  elaboró las medias sin costura, que evitaba un problema estético curiosos: conseguir llevarlas con la costura perfectamente alineada. Aunque hoy en día se siguen fabricando algunos modelos con costura, por motivos estéticos.

## Tipos

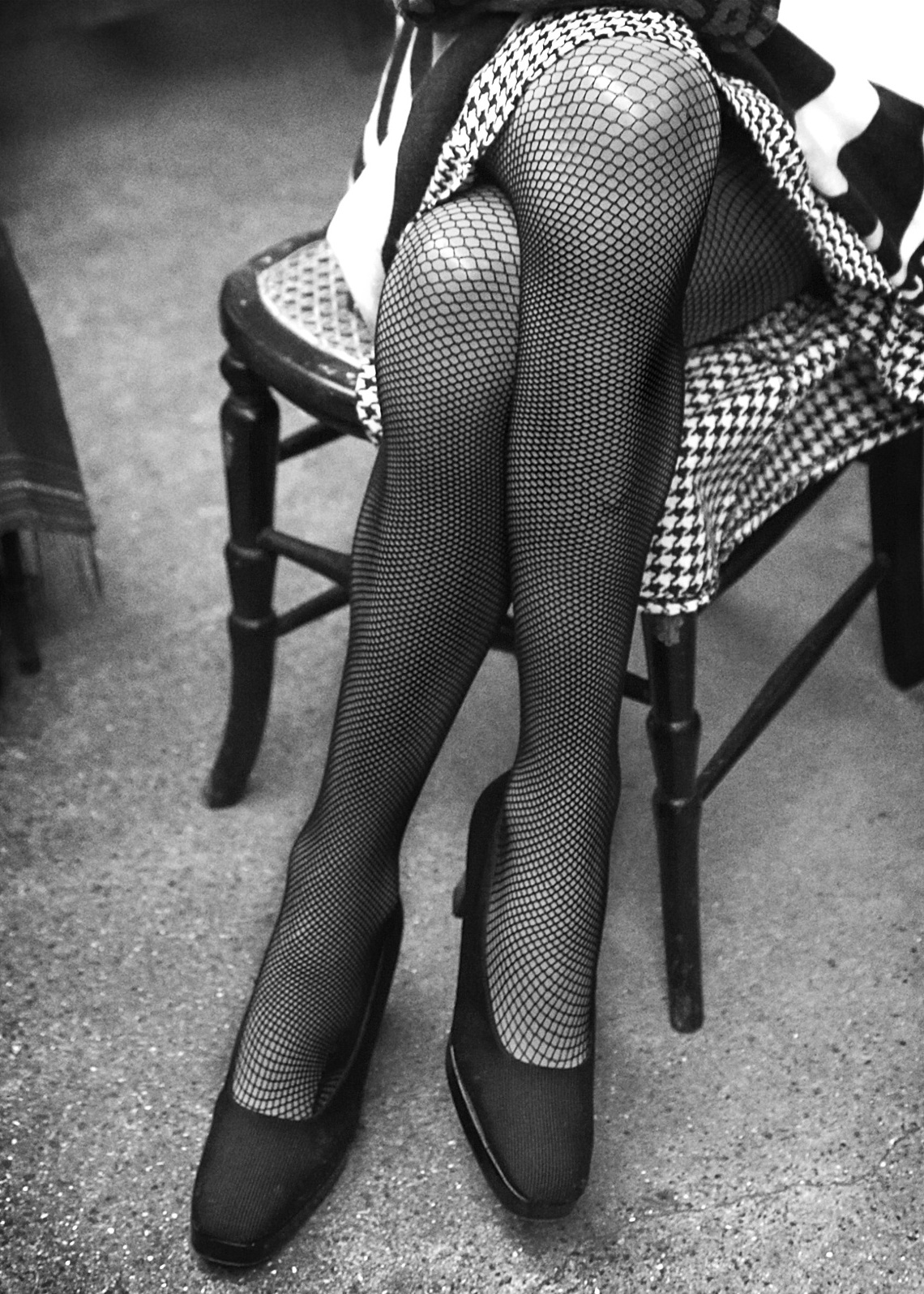
Medias.

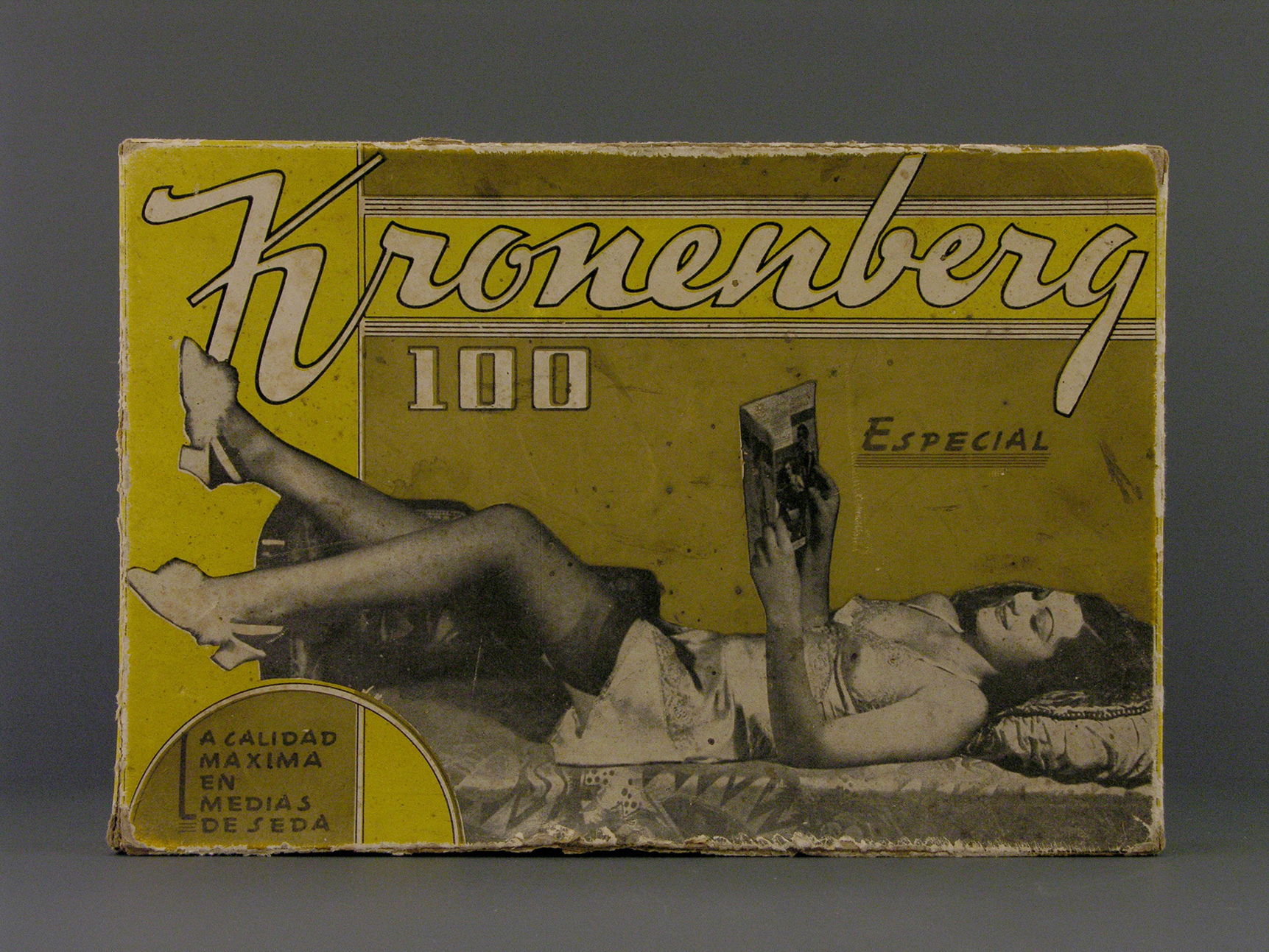
Medias "Kronenberg" (mediados de s. XX) de la colección permanente del Museo del Objeto del Objeto.

Actualmente, gracias a la tecnología hay mucha variedad de modelos y precios. Hay medias de todos los grosores, colores y estampados. Algunos tipos son:
- Medias de rejilla o de red: Son medias que en vez de un tejido uniforme son una especie de red. Aparte de la forma romboidal, hay otras como la hexagonal y otras más complejas.
- Medias con costura: Actualmente las medias no suelen llevar costura, pero algunos modelos sí lo llevan por motivos estéticos.
- Medias cubanas: Son las medias con costura y refuerzo en la planta.
- Medias caladas: Son las medias con dibujos de calas.
- Medias de verano: Medias que dan menos calor, para el verano.
- Medias térmicas: Medias que evitan la salida del calor corporal, para el invierno.
- Minimedias: Son medias del tamaño de un calcetín. Se suelen usar con pantalones.
- Medias antiembolias: Para prevenir la formación de émbolos y trombos-Prevención de Trombosis Venosa Profunda especialmente en los pacientes que han sido sometidos a cirugía o en aquellos que se hallan encamados o si el paciente presenta un alto riesgo de tromboembolismo venoso. Medias antiembolia facilitan el flujo de retorno de la circulación venosa, evitando la estasis venosa y la dilatación de las venas,circunstancias que predisponen a la formación de varicosidades y al desarrollo de trastornos tromboembólicos.
- Medias con autosujeción: Son medias que no necesitan liguero. Actualmente se suele utilizar una tira de silicona para mejorar la sujeción. También se denominan Medias de liga o medias autosujetables.
- Medias de encajes: Supersexis.
- Pantimedias: Son exactamente lo mismo que las viejas calzas, aunque, por razones comerciales, ahora se llaman así, con palabra procedente del inglés (panty): cubren toda la pierna hasta la cintura. Algunas pantimedias simulan un liguero y un par de medias en una sola pieza; son tan cómodos como las pantimedias y tienen la sensualidad del liguero.
- Leotardo o Mallas: Son como unas pantimedias pero de tejido más grueso. Adecuadas para el frío. Son habituales en las niñas.
- Algunas medias se combinan con un body en una pieza. Esta prendas se las suele llamar Bodystocking.